# Három kicsi nindzsa (filmsorozat)
A Három kicsi nindzsa (eredeti cím: 3 Ninjas) négy harcművészeti filmvígjátékból álló amerikai filmsorozat.
A filmek középpontjában a Douglas testvérek állnak, akiket japán nagyapjuk a nindzsucu művészetére tanít. A sorozat négy filmből áll: Három kicsi nindzsa (1992), A 3 nindzsa visszarúg (1994), A 3 nindzsa nem hagyja magát (1995) és A 3 nindzsa nem hátrál (1998). Egyedül a főszereplő nagyapját alakító Victor Wong tűnik fel mind a négy részben.

## Filmek

### Három kicsi nindzsa(1992)
Egy kaliforniai testvérpár, a Douglas gyerekek – Samuel, Jeffrey és Michael – minden nyarat japán nagyapjuknál, Mori Tanakánál töltenek, aki a nindzsák harcművészetére tanítja őket. A vakáció utolsó napján megkapják tőle "nindzsaneveiket": az erős és higgadt, legidősebb fiú, Samuel a Rocky, a gyors és szilaj középső fiú, Jeffrey a Colt, míg a legkisebb és legfalánkabb Michael a Tum Tum nevet kapja.
Amikor FBI-ügynök édesapjuk megpróbál letartóztatni egy fegyverkereskedőt, Hugo Snydert (Mori egykori üzlettársát), az bosszúból megpróbálja elraboltatni a gyerekeket, ők azonban nem hagyják magukat.

### A 3 nindzsa visszarúg(1994)
Rocky, Colt és Tum Tum ezúttal Japánba követik nagyapjukat egy helyi nindzsaversenyre. Mori fiatalkori vetélytársa meg akar szerezni egy ősi tőrt a nagypapától és a gyerekek is ismét veszélybe kerülnek. 

### A 3 nindzsa nem hagyja magát(1995)
Rocky, Colt és Tum Tum egy gátlástalan cégtulajdonossal száll szembe, aki az indiánok földjét akarja veszélyes hulladékkal megmérgezni.

### A 3 nindzsa nem hátrál(1998)
Rocky, Colt és Tum Tum új szomszédjukkal, a komputerzseni Amandával vidámparkba mennek, megünnepelni Tum Tum születésnapját. A parkot azonban egy Mary Ann "Medúza" Rogers nevű bűnözőnő vezetésével nindzsák rohamozzák meg. A gyerekeknek össze kell fogniuk a televíziós akciósztár Dave Dragonnal, hogy legyőzzék ellenségeiket és megmentsék a vidámpark többi látogatóját.

## Szereplők
A táblázat a bemutató szerinti időrendben sorolja fel a filmeket. Bár a Három kicsi nindzsa-filmsorozat második részeként mutatták be, időrendben A 3 nindzsa visszarúg a harmadik rész. Az 1995-ben megjelent A 3 nindzsa nem hagyja magát című részt az első filmmel együtt 1992-ben forgatták, de forgalmazással kapcsolatos problémák miatt évekig nem került a közönség elé.
| Szereplő                   | Három kicsi nindzsa (1992) | A 3 nindzsa visszarúg (1994) | A 3 nindzsa nem hagyja magát (1995) | A 3 nindzsa nem hátrál (1998) |  |
| -------------------------- | -------------------------- | ---------------------------- | ----------------------------------- | ----------------------------- |  |
| Mori Tanaka                | Victor Wong                | Victor Wong                  | Victor Wong                         | Victor Wong                   |  |
| Samuel "Rocky" Douglas Jr. | Michael Treanor            | Sean Fox                     | Michael Treanor                     | Mathew Botuchis               |  |
| Jeffrey "Colt" Douglas     | Max Elliott Slade          | Max Elliott Slade            | Max Elliott Slade                   | Michael O'Laskey II           |  |
| Michael "Tum Tum" Douglas  | Chad Power                 | J. Evan Bonifant             | Chad Power                          | James Paul "JP" Roeske II     |  |
| Samuel Douglas Sr.         | Alan McRae                 | Alan McRae                   |                                     | Alan McRae                    |  |
| Jessica Douglas            | Margarita Franco           | Margarita Franco             |                                     | Margarita Franco              |  |
| Darren                     | Scott Caudill              | Scott Caudill                |                                     |                               |  |
| Emily                      | Kate Sargeant              |                              |                                     |                               |  |
| Hugo Snyder                | Rand Kingsley              |                              |                                     |                               |  |
| Rushmore                   | Professor Toru Tanaka      |                              |                                     |                               |  |
| Mr. Nigel Brown            | Joel Swetow                |                              |                                     |                               |  |
| Miyo                       |                            | Caroline Junko King          |                                     |                               |  |
| Koga                       |                            | Sab Shimono                  |                                     |                               |  |
| "Glam"                     |                            | Dustin Nguyen                |                                     |                               |  |
| "Slam"                     |                            | Angelo Tiffe                 |                                     |                               |  |
| Vinnie                     |                            | Jason Schombing              |                                     |                               |  |
| Ishikawa                   |                            | Masashi "Killer Khan" Ozawa  |                                     |                               |  |
| Jo                         |                            |                              | Crystle Lightning                   |                               |  |
| Charlie                    |                            |                              | Donald L. Shanks                    |                               |  |
| Jack Harding               |                            |                              | Charles Napier                      |                               |  |
| J.J.                       |                            |                              | Patrick Kilpatrick                  |                               |  |
| Jimmy                      |                            |                              | Donal Logue                         |                               |  |
| Eddy                       |                            |                              | Scott MacDonald                     |                               |  |
| Dave Dragon                |                            |                              |                                     | Hulk Hogan                    |  |
| Mary Ann "Medúza" Rogers   |                            |                              |                                     | Loni Anderson                 |  |
| Lothar Zogg                |                            |                              |                                     | Jim Varney                    |  |
| C.J.                       |                            |                              |                                     | Dwayne Carrington             |  |
| Carl                       |                            |                              |                                     | Kirk Baily                    |  |
| Buelow                     |                            |                              |                                     | Travis McKenna                |  |
| Zed                        |                            |                              |                                     | Brendan O'Brian               |  |
| Jennifer                   |                            |                              |                                     | Lindsay Felton                |  |
| Amanda                     |                            |                              |                                     | Chelsey Earlywine             |  |

## Stábtagok
| Film                         | Rendező             | Forgatókönyvíró                | Producer                                                               |
| ---------------------------- | ------------------- | ------------------------------ | ---------------------------------------------------------------------- |
| Három kicsi nindzsa          | Jon Turteltaub      | Kenny Kim Edward Emanuel       | Martha Chang, Shunji Hirano, James Kang, Jason Ing és Yuriko Matsubara |
| A 3 nindzsa visszarúg        | Charles T. Kanganis | Sin Szangok és Mark Saltzman   | Martha Chang, James Kang és Arthur Leeds                               |
| A 3 nindzsa nem hagyja magát | Sin Szangok         | Alex S. Kim                    | Martha Chang és James Kang                                             |
| A 3 nindzsa nem hátrál       | Sean McNamara       | Sean McNamara és Jeff Phillips | Arthur Leeds és Sin Szangok                                            |

## Fogadtatás
| Film                         | Bemutató (USA)     | Költségvetés   | Bevétel         | Rotten Tomatoes  |
| ---------------------------- | ------------------ | -------------- | --------------- | ---------------- |
| Három kicsi nindzsa          | 1992. augusztus 7. | 2,5 millió USD | 29 millió USD   | 32% (22 kritika) |
| A 3 nindzsa visszarúg        | 1994. május 6.     | 20 millió USD  | 11,8 millió USD | 15% (13 kritika) |
| A 3 nindzsa nem hagyja magát | 1995. április 7.   | nincs adat     | 408 ezer USD    | N/A (4 kritika)  |
| A 3 nindzsa nem hátrál       | 1998. április 10.  | nincs adat     | 308 ezer USD    | 0% (7 kritika)   |

## Fordítás
- Ez a szócikk részben vagy egészben  a(z)   3 Ninjas című angol Wikipédia-szócikk ezen változatának fordításán alapul.  Az eredeti cikk szerkesztőit annak laptörténete sorolja fel. Ez a jelzés csupán a megfogalmazás eredetét és a szerzői jogokat jelzi, nem szolgál a cikkben szereplő információk forrásmegjelöléseként.